# Ullångers socken
Ullångers socken i Ångermanland ingår sedan 1974 i Kramfors kommun och motsvarar från 2016 Ullångers distrikt.
Socknens areal är 166,20 kvadratkilometer, varav 159,80 land. År 2000 fanns här 1 289 invånare. Tätorten och kyrkbyn Ullånger med sockenkyrkan Ullångers kyrka ligger i socknen. 

## Administrativ historik
Ullångers socken har medeltida ursprung.
Vid kommunreformen 1862 övergick socknens ansvar för de kyrkliga frågorna till Ullångers församling och för de borgerliga frågorna bildades Ullångers landskommun. Landskommunen utökades 1952 och uppgick sedan 1974 i Kramfors kommun.
1 januari 2016 inrättades distriktet Ullånger, med samma omfattning som församlingen hade 1999/2000. 
Socknen har tillhört fögderier, tingslag och domsagor enligt vad som beskrivs i artikeln Ångermanland.  De indelta båtsmännen tillhörde Andra Norrlands andradels båtsmanskompani.

## Geografi
Ullångers socken ligger kring den inre delen av Ullångersfjärden. Socknen har mindre dalgångsbygder vid kusten och är i övrigt en starkt kuperad sjörik skogsbygd.
Området genomkorsas i nord-sydlig riktning av europaväg 4 i dess sträckning Härnösand - Örnsköldsvik.

### Geografisk avgränsning
Ullångers sockens östligaste punkt ligger mitt i Ullångersfjärden utanför europaväg 4:s tvära kurva runt Globerget. Kurvan är välkänd för de vägfarande i denna region. Här går gränsen mot Vibyggerå, som är grannsocken i norr och nordost. Söder om Ullångersfjärden ligger Nordingrå socken.
Här i öster ligger byarna Knäppa och Stensland. På berget mellan byarna finns en utsiktsplats. Vandringsleden Höga Kustenleden passerar strax intill. Ett par kilometer öster om Ullånger ligger byn Mäja och norr därom ligger Mäjabodarna och Mäjasjön. Även de sistnämnda passeras av vandringsleden. 
Socknens gräns mot Vibyggerå socken i nordost går från Globerget i riktning nordväst över Karlsmyrberget och Buskberget, faller in i den lilla sjön Lakan och passerar mellan Kläppsbodarna och Vamsjönäs ut i Stor-Vamsjön (169 m ö.h.). Från sjön följer gränsen Halmsjöån uppströms till Halmsjön och går sedan västerut genom skogen till Gålsjön (262 m ö.h.), i vilken gränsen går över det lilla grundet Gålsjöhatten, som är ett gammalt gränsmärke. I skogsområdet väster om Gålsjön ligger "tresockenmötet" Ullånger-Vibyggerå-Styrnäs. Cirka 1,5 km nordväst om denna punkt ligger socknens nordspets, från vilken sockengränsen går rakt söderut och gränsar mot Styrnäs socken i väster (nordväst). Gränsen mot Styrnäs tangerar Stocktjärnhöjden, Fröksnipan samt Ytternipan och går genom Abbortjärnen (220 m ö.h.) upp till Björnsjökullen. På denna kulle ligger "tresockenmötet" Ullånger-Styrnäs-Bjärtrå. Härifrån gränsar Ullånger mot Bjärtrå socken cirka 6 km genom Stor-Åkersjön (158 m ö.h.) till Viksättviken av Saltsjön (110 m ö.h.). Här ligger "tresockenmötet" Ullånger-Bjärtrå-Skog. Ullånger gränsar mot Skogs socken i sydväst på en sträcka av cirka 10 km. Gränsen mellan dessa båda socknar passerar europaväg 4 mellan byn Brån i Ullånger och Nyland i Skog, cirka 4 km norr om Gallsäter. Gränsen går via Storrösberget upp till Renhagaberget. Här ligger Ullångers sockens sydligaste spets i och med "tresockenmötet" Ullånger-Skog-Nordingrå. Här i söder ligger även byn Jäppling och invid europavägen ligger byarna Lid, Björnstugan, Roted, Håll, Bräcke med flera. Från Renhagaberget till Ullångersfjärden gränsar församlingen i öster mot Nordingrå socken.
Bland övriga byar i församlingen kan nämnas (söderifrån) Viksätter, Kallsta, Kålsta, Skidsta, Invik och Möckelsjön samt Getberg. I Skidsta låg förr ett tingsställe. I socknens västra skogsområde ligger byarna Almsjönäs och Åkersjötorp.

## Fornlämningar
Man har anträffat omkring 85 fornlämningar inom socknens område. Från stenåldern finns 20 boplatser i såväl kustläge som insjöläge. Från bronsåldern finns cirka 15 gravar. Dessa är av typen kuströse. Från järnåldern finns ungefär 50 gravhögar.

## Namnet
Namnet (1344 Vldanger) kommer från fjärden och har efterleden anger, '(havs)vik'. Förleden kan innehålla välla, 'bubbla, strömma'.

## Befolkningsutveckling
| Befolkningsutvecklingen i Ullångers socken 1750–1990                                                     | Befolkningsutvecklingen i Ullångers socken 1750–1990 | Befolkningsutvecklingen i Ullångers socken 1750–1990 | Befolkningsutvecklingen i Ullångers socken 1750–1990 | Befolkningsutvecklingen i Ullångers socken 1750–1990 |
| --- | ---------------------------------------------------- | ---------------------------------------------------- | ---------------------------------------------------- | ---------------------------------------------------- |
| |                                                      |                                                      |                                                      |                                                      |
| År |                                                      |                                                      | Folkmängd                                            |                                                      |
| 1750 | 1750                                                 |                                                      | 605                                                  |                                                      |
| 1760 | 1760                                                 |                                                      | 602                                                  |                                                      |
| 1769 | 1769                                                 |                                                      | 669                                                  |                                                      |
| 1810 | 1810                                                 |                                                      | 1 024                                                |                                                      |
| 1820 | 1820                                                 |                                                      | 946                                                  |                                                      |
| 1830 | 1830                                                 |                                                      | 1 091                                                |                                                      |
| 1840 | 1840                                                 |                                                      | 1 148                                                |                                                      |
| 1850 | 1850                                                 |                                                      | 1 324                                                |                                                      |
| 1860 | 1860                                                 |                                                      | 1 484                                                |                                                      |
| 1870 | 1870                                                 |                                                      | 1 625                                                |                                                      |
| 1880 | 1880                                                 |                                                      | 1 672                                                |                                                      |
| 1890 | 1890                                                 |                                                      | 1 748                                                |                                                      |
| 1900 | 1900                                                 |                                                      | 1 865                                                |                                                      |
| 1910 | 1910                                                 |                                                      | 1 918                                                |                                                      |
| 1920 | 1920                                                 |                                                      | 1 848                                                |                                                      |
| 1930 | 1930                                                 |                                                      | 1 839                                                |                                                      |
| 1940 | 1940                                                 |                                                      | 1 747                                                |                                                      |
| 1950 | 1950                                                 |                                                      | 1 605                                                |                                                      |
| 1960 | 1960                                                 |                                                      | 1 551                                                |                                                      |
| 1970 | 1970                                                 |                                                      | 1 406                                                |                                                      |
| 1980 | 1980                                                 |                                                      | 1 430                                                |                                                      |
| 1990 | 1990                                                 |                                                      | 1 380                                                |                                                      |
| Anm: Källor: Umeå universitet - Tabellverket 1749-1859, Demografiska databasen, CEDAR, Umeå universitet. |                                                      |                                                      |                                                      |                                                      |